# Coniopteryx tropica
Coniopteryx tropica är en insektsart som beskrevs av György Sziráki 1994. Coniopteryx tropica ingår i släktet Coniopteryx och familjen vaxsländor. Inga underarter finns listade i Catalogue of Life.